# Eleonora Gaggioli
Eleonora Gaggioli (Roma, 1º ottobre 1977) è un'attrice televisiva ed ex modella italiana.

## Biografia
Dopo la maturità classica, ha debuttato come attrice nel 2001 nella miniserie televisiva Il testimone. La sua interpretazione più celebre è quella di Giada in CentoVetrine.
Nel 2009, nell'ambito di un'indagine della Procura di Napoli in cui il direttore generale di Rai Fiction Agostino Saccà è stato accusato di corruzione, sono stati pubblicati numerosi documenti da cui emerge che la Gaggioli, insieme ad altre attrici, nel 2007 sarebbe stata raccomandata da Silvio Berlusconi, all'epoca Presidente del Consiglio.
Saccà, da parte sua, ha pubblicamente ammesso la raccomandazione, sottolineando tuttavia che i magistrati non hanno attribuito a questo comportamento alcuna rilevanza penale:
Il 13 dicembre 2012 è diventata avvocato del Foro di Roma con una votazione di 270/300. Svolge la professione legale nella capitale..

## Filmografia
- Il testimone (2001)
- CentoVetrine (2004)
- Un caso di coscienza (2003)
- Don Matteo - Campagna elettorale  (2004)
- Incantesimo (2004-2005)
- R.I.S. - Delitti imperfetti ep 9 (2005)
- 48 ore (2005)
- Briciole (2005)
- Ricomincio da me (2005)
- La figlia di Elisa - Ritorno a Rivombrosa (2007)
- Anna e i cinque (2008)
- Fratelli Benvenuti (2009)
- Il peccato e la vergogna (2009)
- Il commissario Rex - Il campione (2010)
- Anna e i cinque (2011)
- Al di la' del lago (2011)